# Konak (épület)
A konak az Oszmán Birodalom területén azoknak a középületeknek az elnevezése volt, amelyek egy-egy terület vagy város legmagasabb rangú méltóságának, tisztviselőjének – pasának, mutesarifnak, kajmakámnak stb. – rezidenciális lakhelyéül és hivatali helyiségeiül egyaránt szolgáltak. Többnyire építészeti stílusában is reprezentatív volt, akár több épületből is állhatott. Az oszmán uralom alatt állt Balkán-félszigeti országokban függetlenségük elnyerése után is konaknak hívták a kormányzói és fejedelmi palotákat is (Szerbia, Bulgária, Albánia).
A Balkán-félszigeten helyenként ugyancsak konaknak nevezték a kereskedelmi utak mentén elhelyezkedő nagyobb vendégfogadókat, karavánszerájokat.